# Witte kaketoe

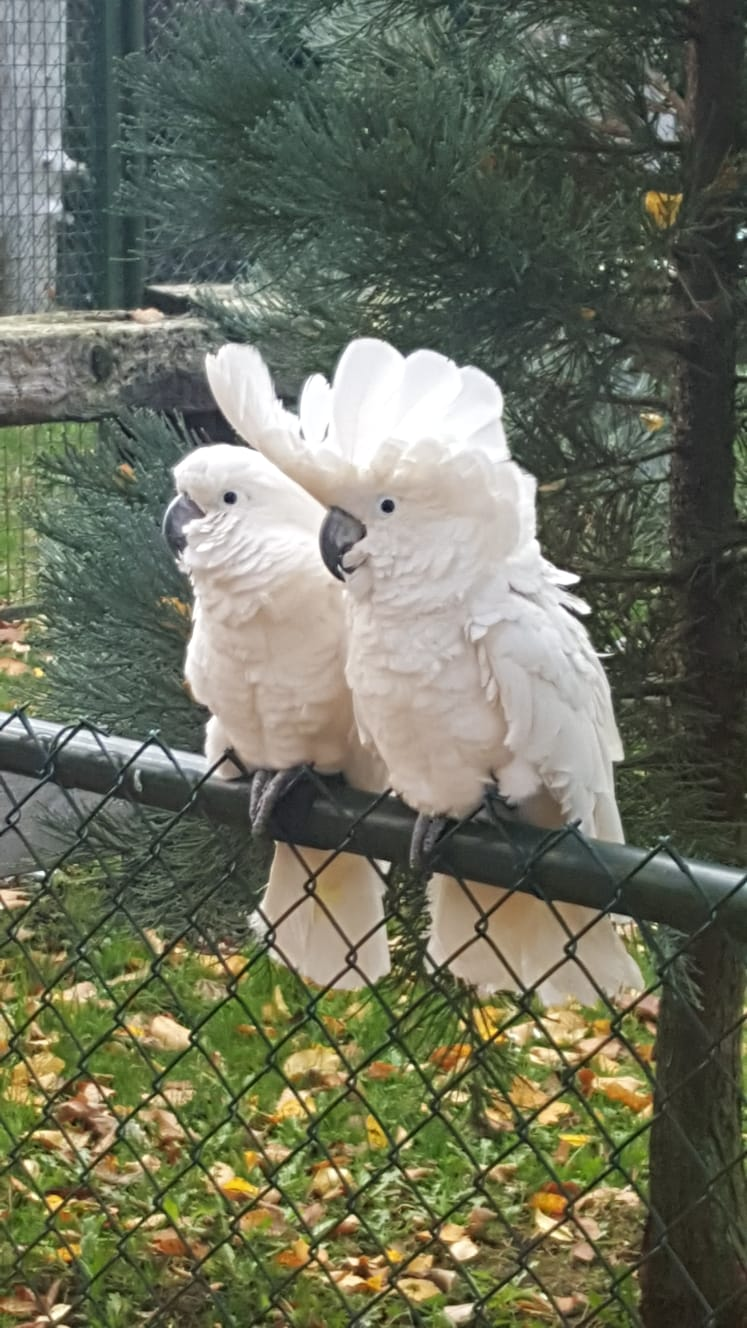

De witte kaketoe of witkuifkaketoe (Cacatua alba) is een vogel behorende tot de familie van de kaketoes (Cacatuidae).

## Kenmerken
Deze 46 centimeter grote vogel is hoofdzakelijk wit van kleur. Op de staart hebben de witte veren een gele waas. Het verschil tussen het mannetje en het vrouwtje is gering. De iris van het mannetje is nagenoeg zwart terwijl die van het vrouwtje roodbruin is. De kop en de snavel van het vrouwtje zijn iets kleiner dan die van het mannetje.

## Verspreiding en leefgebied
De leefgebieden van de witte kaketoe liggen op een aantal eilanden in Indonesië zoals Halmahera, Batjan en Obi. Verder komen ze voor op Ternate en Tidore. Ze houden zich op in wouden, open bosgebieden, mangroven- en moerasgebieden, paarsgewijs of in kleine groepen van drie tot tien vogels. Hun voedsel bestaat voornamelijk uit zaden, vruchten, bessen en bloesem.

## Status als kwetsbare diersoort
De witte kaketoe wordt nog veel gevangen voor de handel in kooivogels. In 1991 werd geschat dat ongeveer 6.600 vogels uit het wild werden gevangen en dit was mogelijk een veel (75%) te lage schatting. Het aantal vogels dat op die manier aan de wilde populaties wordt onttrokken is te hoog. Hoewel in sommige delen van het leefgebied het bos nog redelijk intact blijft, zijn ook in andere delen van het leefgebied houtkapactiviteiten een bedreiging voor het voortbestaan. Mede omdat deze activiteiten de toegankelijkheid van het bos gemakkelijker maken voor vogelvangers. Daarom staat de witte kaketoe als "bedreigd" op de internationale rode lijst.